# Ernst Becker (Ingenieurwissenschaftler)
Ernst Becker (* 10. Februar 1955 in Stuttgart; † 7. August 2019 ebenda) war ein deutscher Wissenschaftler, Erfinder und Unternehmer.

## Leben
Unmittelbar nach dem Abitur 1975 am Salier-Gymnasium Waiblingen trat Ernst Becker zum Wehrdienst beim Helikopter Versorgungsdienst in Ulm an. Im Anschluss studierte er Verfahrenstechnik an der Universität Stuttgart und schloss 1981 sein Studium mit der Studienarbeit zum Thema Flotation und der Diplomarbeit über Optimale Zyklonbauweisen ab. Als wissenschaftlicher Mitarbeiter, ab 1983 als leitender wissenschaftlicher Assistent, blieb Ernst Becker zunächst an der Universität Stuttgart und war bis 1986 in den Bereichen chemische und mechanische Verfahrenstechnik tätig.
Ab 1986 arbeitete der diplomierte Ingenieur als selbständiger Unternehmer und Berater im internationalen Maschinen- und Anlagenbau sowie in der Umweltmesstechnik. An der Hochschule für angewandte Wissenschaft und Kunst, HAWK in Hildesheim, hat Ernst Becker seit 2011 einen Lehrauftrag für Konservierung/Restaurierung. Von 2003 bis Februar 2014 war Becker Vorstand und Schatzmeister des Freundeskreises der Staatsbibliothek zu Berlin und ist Gründungsmitglied des Vereins zur Förderung des Studiengangs Konservierung und Restaurierung von Kunstwerken auf Papier, Archiv- und Bibliotheksgut an der Staatlichen Akademie der Bildenden Künste Stuttgart, (Förderverein Papierrestaurierung Stuttgart); von 2008 bis 2014 war er dessen Beiratsmitglied und Schatzmeister.
Ernst Becker hatte zwei erwachsene Kinder und lebte seit 2013 zumeist in Berlin. Kurz vor seinem Tod kehrte er auf Veranlassung seiner Kinder nach Stuttgart zurück.

## Tätigkeit
Ernst Beckers wissenschaftliche Expertise sowie sein Interesse an ökologisch wie wirtschaftlich optimierten Produktionsverfahren mit dem dazu nötigen, praktischen Maschinen- und Anlagenbau, führten ihn bereits Ende der 1980er-Jahre in die Bereiche Umwelttechnologie, Arbeitsschutz und Konservierung. Seither entwickelte Becker eine Vielzahl an technischen Anlagen und innovativen Verfahrenstechniken; allein bis 2012 umfassten seine geschützten Erfindungen insgesamt über 20 Patentfamilien, die weltweit Anwendung finden.
Neben umweltschonenden Verfahren zur industriellen Abscheidung von z. B. Amalgamen, Dioxinen, Kokspartikeln, Säuren und der Entwicklung von platinfreien Katalysatoren werden Beckers Erfindungen vor allem bei der Restaurierung und Konservierung von historisch wertvollen Büchern, Graphiken und Akten eingesetzt: Insbesondere seine Analyse der üblichen, rein mechanischen und zumeist manuellen Arbeitsweise bei der Erhaltung von bibliophilen Handschriften, Dokumenten, Gemälden und gerollten oder gefalteten Kartografien führte Ernst Becker zur Entwicklung neuer Technologien wie z. B. Papierspaltanlagen nach dem Papierspaltverfahren und Aerosolgeneratoren. Die Verfahren stellen gleichermaßen die Substanz erhaltende Restaurierung als auch eine nachhaltige Konservierung und Archivierung sicher; überdies schützen sie Mitarbeiter und Nutzer vor gefährlichen Sporen und Schimmel.
Als signifikante Anwendungen der Verfahrenstechniken von Ernst Becker gelten die Restaurierung von Dokumente mit Wasser- und/oder mechanischen Schäden, die Restaurierung der wegen eisenhaltiger Tinte von Tintenfraß betroffenen Autographe von Johann Sebastian Bach und die Restaurierung von Schäden aus Bibliotheksbränden. Die auf den Grundlagen von Ernst Becker zur Restaurierung entwickelten Anlagen stehen u. a. in Leipzig, Berlin und St. Petersburg sowie in Asien und den USA.

## Veröffentlichungen (Auswahl)
- M. Frank, J. Schultz, E. Becker, U. Hähner, K. Petersen, I. Brückle: Electrostatic Removal of Loose Particulate Surface Contamination from Historical Photographs. In: Restaurator. Vol. 34, No. 3, 2013.
- E. Becker, U. Hähner, K. Petersen, G. Banik: Elektrostatische Reinigung von Oberflächen: Ein neues Verfahren für die schonende Mengenbehandlung historischer Dokumente. In: Paul-Bernhard Eipper (Hrsg.): Handbuch der Oberflächenreinigung. 3. Auflage. Verlag Dr. C. Müller-Straten, München 2013, ISBN 978-3-932704-24-6.
- E. Becker, M. Reikow-Räuchle, G. Banik: A New Mass Scale Surface Cleaning Technology for Collections of Historical Maps. In: Restaurator. Vol. 32, No. 2, 2011. ISSN 0034-5806
- E. Glück, G. Banik, E. Becker, M. Kühner: Air-Stream Drying of Paper. In: Restaurator. Vol. 32, No. 1, 2011.
- E. Becker, M. Reikow-Räuchle, G. Banik: Elektrostatische Staubabnahme von historischen Landkarten und Dokumenten am Beispiel des Kartenbestandes Justus Perthes der Universitäts- und Forschungsbibliothek Erfurt/Gotha. In: Gerhard Banik (Hrsg.): Wege zur Konservierungswissenschaft:  Verlag Siegl, München 2010, ISBN 978-3-935643-45-0.
- E. Glück, G. Banik, E. Becker, M. Kühner: Luftströmungstrocknung von Papier. In: Gerhard Banik (Hrsg.): Wege zur Konservierungswissenschaft. Verlag Siegl, München, 2010.
- M. Schrems, G. Ebner, F. Liebner, E. Becker, A. Potthast, T. Rosenau: Side Reactions in the System Cellulose/1-Alkyl-3-methyl-imidazolium Ionic Liquid. In: ACS Symposium Series. Nr. 1033, 2010, S. 149–164.
- M. Reikow-Räuchle, G. Banik, E. Becker, E. Ernst, C. Kreienbrink: Entstaubung planliegender Papierobjekte: Eine neue automatisierte Methode. Dust removal from flat paper items: A new automated method. Poster Abstract. In: Birgit Reißland, Anna Bühlow, Andrea Pataki (Hrsg.): Summaries of the Contributions of the 11th IADA-Congress. IADA, Göttingen 2007.
- M. Reikow-Räuchle, G. Banik, E. Thobois, E. Becker: Der Nachlass des Architekten Leopold Bauer – Ein standardisiertes Arbeitskonzept zur rationellen Erschließung umfangreicher Plansammlungen. In: PapierRestaurierung. (= Mitteilungen der IADA. Vol. 1). No. 4, 2000, S. 2–5.
- B. Saur-Aull, B. Hassel, E. Becker, G. Banik: Konstruktion und Einsatz einer Lichtbleichanlage. 9. Internationaler Kongress der IADA, Kopenhagen, August 1999.
- F. Zimmern, B. Hassel, E. Becker, G. Banik: „Board Slotting“ – eine maschinenunterstützte Buchrestaurierungsmethode. 9. Internationaler Kongress der IADA, Kopenhagen, August 1999.
- W. Wächter, E. Becker, J. Liers: Paper splitting by machine at the Deutsche Bücherei, Leipzig. In: J. Eagan (Hrsg.): IPC proceedings. 4th International Conference of the Institute of Paper Conservation, London. Worcester, England: Institute of Paper Conservation. 1997, S. 224–230.
- W. Wächter, J. Liers, E. Becker: Paper Splitting at the German Library Leipzig. In: Restaurator. Band 17, 1996, S. 32–42.
- E. Becker, W. Wächter: Bau und Erprobung eines Prototyps zur automatisierten Restaurierung von geschädigtem Bibliotheks- und Archivgut nach dem Papierspaltverfahren. Bericht BMFT, 1993.